# Teretana
Teretana (često netočno poistovjećena s fitness centrom) gimnastička je dvorana u kojoj je smještena oprema za tjelovježbu, odnosno za ciljano jačanje, nadogradnju ili održavanje mišićnog sustava, a najčešće u sklopu fitness centra. Obično se oprema i prostor teretane dijele na nekoliko zona; glavna radna zona, kardio zona te zone za grupno i individualno vježbanje. Danas mnogi fitness centri u sklopu teretane nude i brojne druge usluge, kao što su wellness, sauna, kafići, snack barovi i slične. Fitness centri su otvoreni za široku javnost, a posjećuju ih i profesionalni športaši.

## Preteče
Jedna od najranije otvorenih teretana sličnih modernom konceptu teretane, otvorena je 1847. godine u Parizu.  Teretana u Santa Monici je 1947. godine otvorena za širu javnost.

## Glavna radna zona
Gotova svaka teretana ima nešto slično glavnoj radnoj zoni koju čine slobodni utezi (bučice, štange za utege) i sprave za vježbanje. U ovoj se zoni obično nalaze velika ogledala koja služe promatranju i uvježbavanju pravilnog izvođenja vježbi te sigurnosti samih vježbača.
Kućne teretane se obično sastoje samo od ove zone.

## Kardio zona
Ovu zonu čini razna oprema za kardiovaskularne vježbe, često zvane i aerobne vježbe. Trake za trčanje, sobni bicikli i sprave za veslanje su najčešći primjeri opreme za ovu vrstu vježbi.

## Odjeli za skupno i individualno vježbanje
Svaki noviji fitness centar nudi neku od usluga vježbanja uz vodstvo uglavnom stručnog športskog instruktora. Postoji velik broj programa za skupno i individualno vježbanje, najčešće aerobik, boks, karate, step, pilates, joga, trbušni ples, ponekad i HIT (high intensity training) trening visokog intenziteta. 

## Opasnosti
Teretanu se često povezuje s opasnošću po kralježnicu te rast i razvoj mladih. Navedene tvrdnje su uglavnom medicinski neutemeljene. Međutim, svaka kriva upotreba, manjak opreza i razumnosti može ishoditi neželjenim posljedicama po osobu neovisno o uzrastu. U teretani postoji mogućnost susretanja s velikim težinama i s tehnički zahtjevnim vježbama što zahtijeva iskustvo, stručnost i dobro opće zdravstveno stanje.
Maloljetnici smiju ići u teretanu, uz prethodni (ali, u nas nažalost ne nužni) liječnički pregled i naposljetku stručni nadzor pri vježbanju.

## Prednosti
Teretana nudi mogućnost sustavne i ciljane tjelovježbe uz pratnju stručnjaka, stalne uvjete za vježbanje. U pravilu se financiraju mjesečnim članarinama svojih članova koji u teretanama mogu vježbati po satnici ili neograničeno tijekom radnog vremena teretane.

## Vanjske poveznice
|  | Zajednički poslužitelj ima još gradiva o temi Teretane i zdravstveni klubovi |